# フレシネ
フレシネ(Freixenet, カタルーニャ語発音: [fɾəʃəˈnɛt])は、スペイン・カタルーニャ州バルセロナ県サン・サドゥルニ・ダノイアに拠点を置くカバ（スパークリングワイン）の生産者。フレシネという名称は、フェラー家が13世紀からアルト・ペネデス地域に所有している農場、ラ・フレシネーダ(La Freixenada)に由来し、ラ・フレシネーダとは「トネリコの木」という意味を持つ。

## 歴史
フェラー（フェレール）家はラ・フレシネーダと呼ばれる農場の所有者であり、アルト・ペネデスのサン・キンティ・ダ・メディオナに13世紀から農場を所有していた。サラス家は1830年からワイン生産を行っており、サン・サドゥルニ・ダノイアにラテンアメリカ輸出用ワイナリーのカサ・サラを設立した。フェラー家とサラス家という、ワイン生産で長い歴史を持つ2つの家が結ばれることでフレシネ社が誕生した。
19世紀後半、フェラー家のペドロ・フェラーはカサ・サラ創業者の孫娘であるサラス家のドローレス・サラ・ビベと結婚し、1861年にサン・サドゥルニ・ダノイアにフレシネ社を設立した。19世紀末にはヨーロッパ全土が害虫フィロキセラの災禍に遭い（19世紀のフィロキセラ禍）、スペインでも黒ブドウ品種の畑は壊滅的な被害を受けた。これより一足早く、カタルーニャのコドルニウ社などはシャンパーニュ地方のスパークリングワインの成功に着目し、マカベオ種、パレリャーダ種、チャレッロ種などスパークリングワインに使用される白ブドウ品種への植え替えを、ブドウ畑の所有者に対して奨励していた。新婚夫婦とドローレスの父親はサラス家のビジネスをトラディショナル方式（シャンパン方式）でのスパークリングワイン生産に切り替え、1872年からスパークリングワインを生産していたコドルニウ社に続き、1914年にフレシネ社もスパークリングワインの生産に乗り出した。1930年代後半のスペイン内戦でペドロ・フェラーが死去し、妻のサラと息子のホセが経営を引き継いだ。以降はフェラーの長男及び娘二人の子孫たちが共同で会社を運営している。
1941年、フレシネ社は基幹商品である「カルタ・ネバダ」の発売を開始した。当時のワインボトルは深緑色が一般的だったが、カルタ・ネバダは白色の擦りガラスによるボトルを採用して注目を集めた。1974年には黒色の擦りガラスによるボトルを用いた商品「コルドン・ネグロ」で国際的な成功をおさめ、この時期にスペイン国内でTVコマーシャルによる広告宣伝を開始した。かつてカバは「スペインのシャンパン」と呼ばれていたが、1986年にはスペインが欧州諸共同体(EC)に加盟し、1992年にはEU法でシャンパーニュ地方のシャンパンが原産地名称保護制度の地理的保護表示(PGI)の対象となったため、現在ではスペイン産スパークリングワインが「シャンパン」を名乗ることはできない。
2016年、海外輸出が赤字となったことが契機となり、12人の経営陣の対立が激化。結果、2018年3月にドイツのヘンケル・カンパニー・ゼクトケラライに株式の50.7%を売却することで双方が合意。これに伴い、ヘンケル社は2019年を以て社名を「ヘンケル・フレシネ」に変更すると発表した。

## ワイナリー

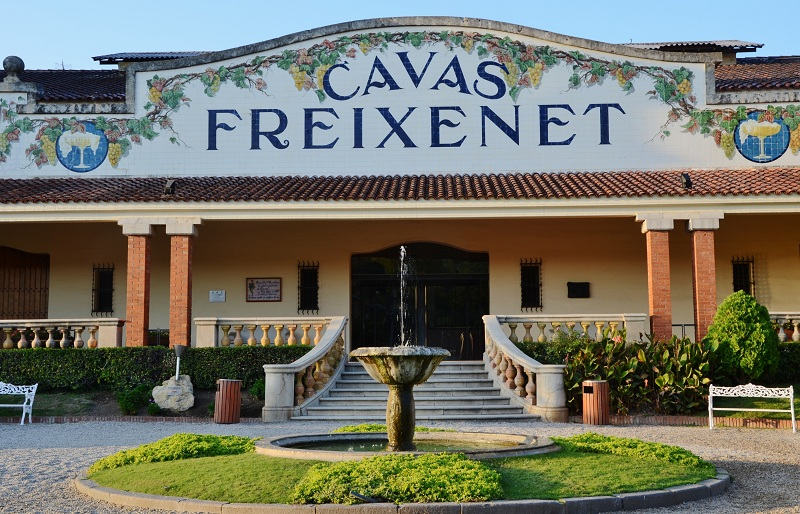
サン・サドゥルニ・ダノイアにあるワイナリー

フレシネ社はワイナリーの観光ツアーを実施しており、訪問者は地下のワインセラーや瓶詰工場を見学し、完成したカバを試飲することができる。フレシネ社のワイナリーは、カタルーニャ州バルセロナ県サン・サドゥルニ・ダノイアの鉄道駅の正面に存在する。他社製品を含めてカバの95%はカタルーニャ州で生産されており、サン・サドゥルニ・ダノイアにはスペイン最大規模のワイン生産者が集中している。1981年以降にはシャルドネ種やピノ・ノワール種のようなシャンパン用ブドウ品種も試験的に使用されているものの、マカベオ種、パレリャーダ種、チャレッロ種などの品種は今でもカバの主要品種である。
今日には約270社がカバを生産しているが、主要な生産者はフレシネ社とコドルニウ社である。フレシネ社単独では年間8,500万本、カステル・ブランチ社（フレシネ社傘下）などを含めたグループ全体では年間1億8,000万本を生産しており、フレシネ社や業界3位のカステルブランチ社を中心とするグループはカバの約70%を生産している。フレシネ社はスパークリングワイン生産者としては世界最大であり、世界各地にワイナリーを有している。年間7,800万本が約150か国に輸出されており、ドイツ、イギリス、アメリカ合衆国ではスパークリングワイン全体の70%のシェアを持つ。

## 広告宣伝

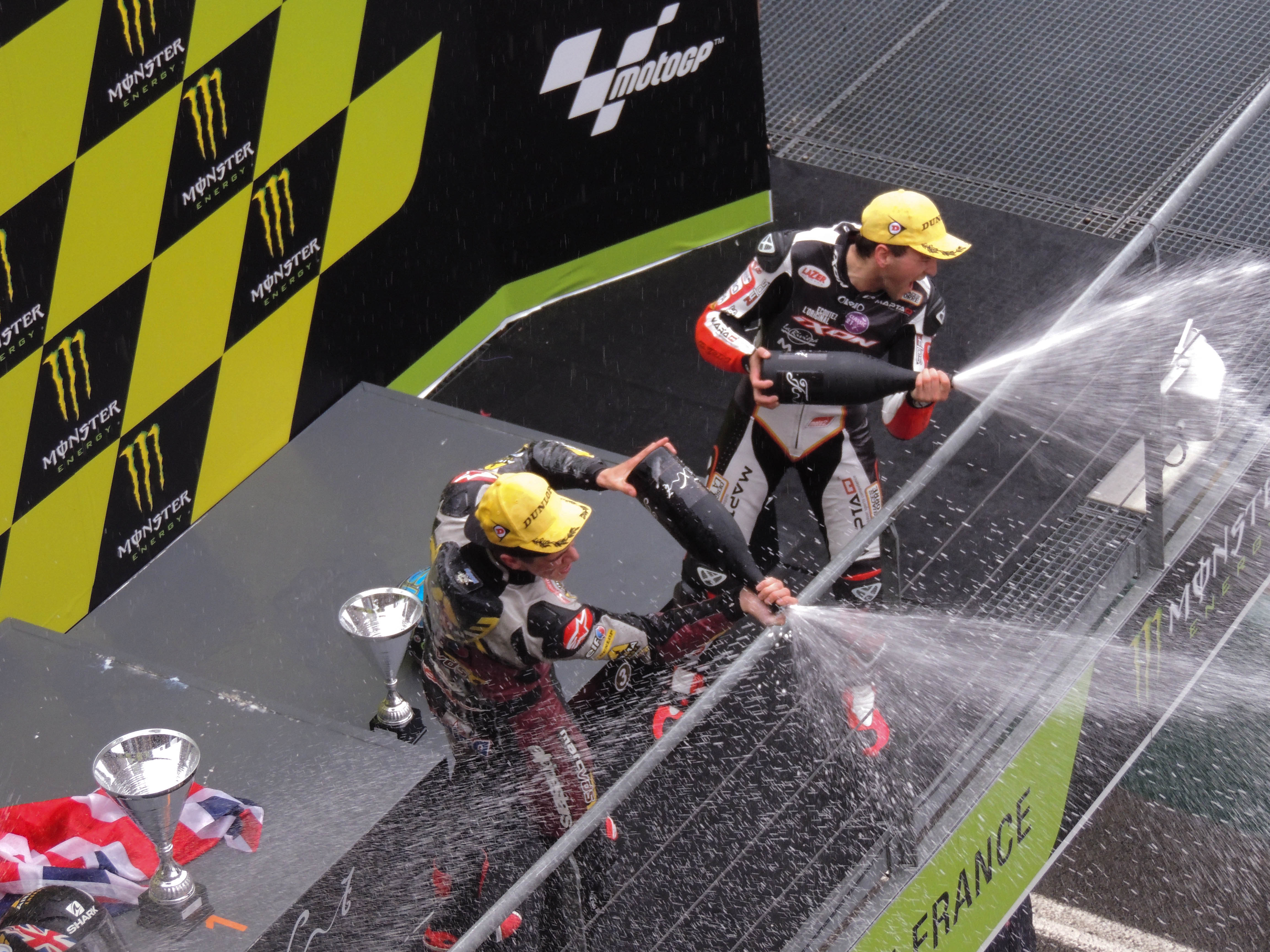
コルドン・ネグロを放出するレディングとシメオン（2013年フランスGP Moto2）

毎年のクリスマス商戦に向けたTVコマーシャルが有名であり、2分間のテレビCMに世界的に著名なセレブが出演する。アントニオ・バンデラス（スペイン人俳優）、シャロン・ストーン（アメリカ人女優）、デミ・ムーア（アメリカ人女優）、キム・ベイシンガー（アメリカ人女優）などがクリスマス用カバのTVコマーシャルに出演しており、2010年にはシャキーラ（コロンビア人歌手）が出演した。
フレシネ社はローラーホッケーチームのCEノヤのメインスポンサーである。CEノヤはスペインリーグであるOKリーガ、国際大会であるCERHヨーロピアン・リーグやCERSカップに出場しており、スポンサー名称はCEノヤ・フレシネ(CE NOIA Freixenet)である。
フレシネ社はロードレース世界選手権のオフィシャルスポンサーであり、レース後のシャンパンファイトでは「コルドン・ネグロ」が使用されている。

## ラベル
- コルドン・ネグロ : 黒色の擦りガラスによるボトルが特徴。マカベオ種とパレリャーダ種とチャレッロ種をブレンド。Berliner Wein Trophy 2010・2011金賞。
- カルタ・ネバダ : 白色の擦りガラスによるボトルが特徴。マカベオ種とパレリャーダ種とチャレッロ種をブレンド。Berliner Wein Trophy 2011金賞、Expo Vino 2008金賞。
- セミ・セコ・ロゼ : ガルナッチャ種とトレバット種をブレンドしたロゼ色のカバ。Berliner Wein Trophy 2010・2011金賞。
- モナストレル・チャレロ : 黒ブドウ品種のモナストレル種と白ブドウ品種のチャレッロ種を50%ずつブレンド。
- ブリュット・バロッコ : パレリャーダ種とマカベオ種とチャレッロ種をブレンド。

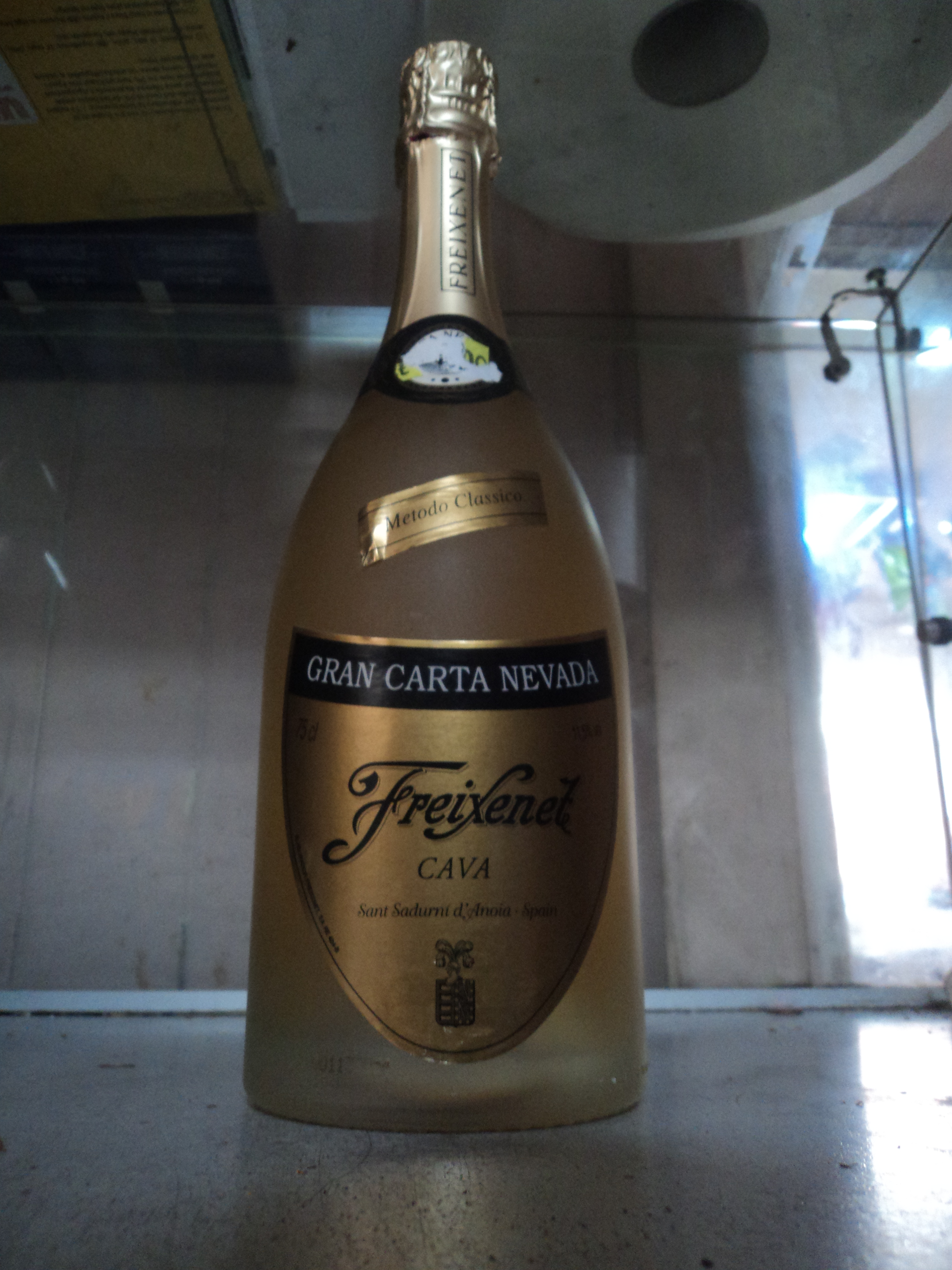
カルタ・ネバダ
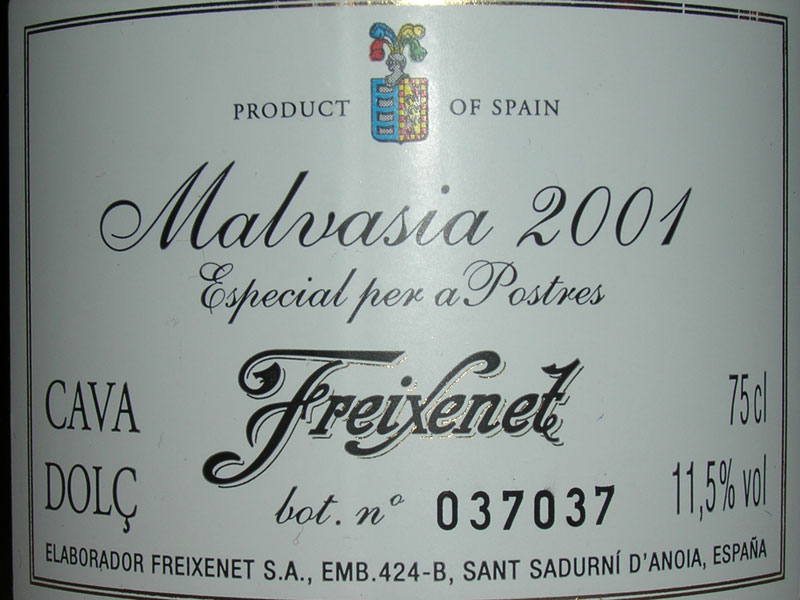
マルバシア
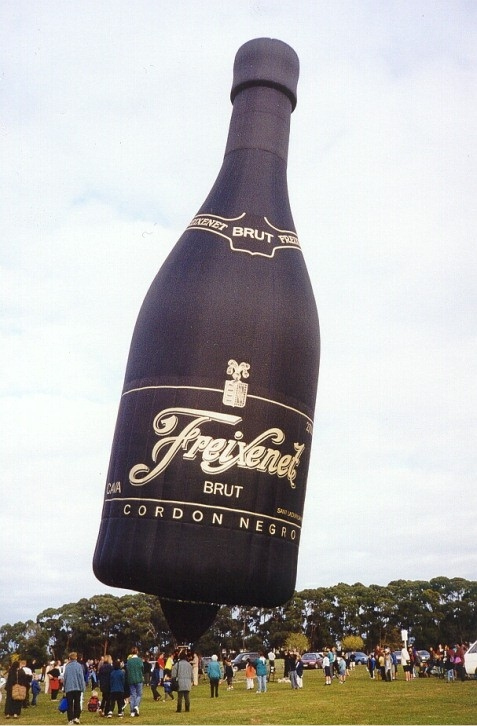
コルドン・ネグロを模した熱気球
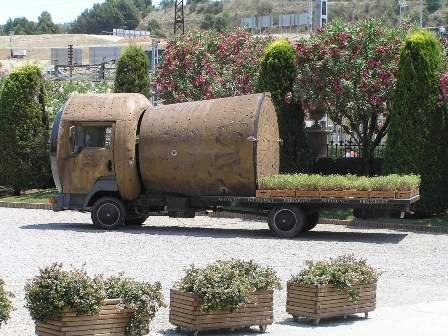
カバ用のワインコルクを模したトラック